# Tannåkers kyrka
Tannåkers kyrka är en kyrkobyggnad i Tannåker i Växjö stift. Den är församlingskyrka i Tannåkers församling. Kyrkan står på en kulle vid östra sidan av sjön Bolmen i nordvästra delen av Ljungby kommun i Kronobergs län. Sydväst om kyrkan står klockstapeln som uppfördes 1798 av förre soldaten Måns Hak. Stapelns äldsta kyrkklocka göts om första gången 1710. 1751 och 1752 göts den om igen. Lillklockan köptes in från Växjö gymnasium 1815. Tannåkers tidigare skola är numera församlingshem.

## Kyrkobyggnaden
Kyrkan, som sannolikt är den tredje i Tannåker, uppfördes 1793 av Nils Widman från Össlöv i Berga socken. Föregångaren var en träkyrka som befann sig i alltför dåligt skick.
Nuvarande stenkyrka som är uppförd i nyklassicistisk stil består av ett rektangulärt långhus med rakavslutat kor  i öster och en sakristia i norr och ett vapenhus  av trä framför västra ingången. Ingång finns även mitt på sydsidan.
Interiören är av  salkyrkotyp. Korfönstret flankeras av två kraftiga  pilastrar. Över fönsterbågen står inskriften: ÄRA VARE GUD I HÖJDEN.1941 fick bänkinredningen sin nuvarande färgsättning i blågrönt, ockragult och marmorering. Läktarbarriären fick då en rosa nyans. Tidigare lär inredningen ha varit färgsatt i vitt och guld.

## Inventarier
- Dopfunt.
- Altarring som är femsidig och fristående 1941.
- Predikstolen i  renässans  från 1642 härstammar från föregående kyrka.
- På altaret står ett krucifix skuret i päronträ från 1927.
- Nattvardskärlet tillverkades 1707 i Halmstad.
- Sluten bänkinredning.
- Orgelläktare med utsvängt mittparti prydd med en  lyra.

## Orgel
- Orgeln tillkom 1865/1877, tillverkad av Carl Elfström, Ljungby med 9 stämmor.
- Nytt orgelverket byggt 1941/1943 av John Vesterlund, Lövstabruk.
- Orgelverket ombyggt 1947 av A. Mårtenssons Orgelfabrik AB, Lund till 9 stämmor.
- Ny mekanisk orgel med gammal fasad byggd 1988 av Västbo Orgelbyggeri, Långaryd.

| Huvudverk I   | Svällverk II      | Pedal      | Koppel |
| Principal 8´  | Rörflöjt 8´       | Subbas 16´ | I/P    |
| Gedackt 8´    | Fugara 8´         | Borduna 8´ | II/P   |
| Oktava 4´     | Täckflöjt 4´      |            | II/I   |
| Flöjt 4´      | Waldflöjt 2'      |            |        |
| Quinta 2 2/3' | Vox humana 8'     |            |        |
| Oktava 2'     | Tremulant         |            |        |
|               | Crescendosvällare |            |        |

### Webbkällor
- Berga pastorat
- byggnadspresentation
- anläggningspresentation
- Wikimedia Commons har media som rör Tannåkers kyrka.